# Provinz Echigo

Karte der japanischen Provinzen, Echigo ist rot markiert

Echigo (jap. 越後国, Echigo no kuni) war eine der historischen Provinzen Japans. Sie lag im nördlichen Zentraljapan am Japanischen Meer. Ihr Gebiet entsprach der heutigen Präfektur Niigata ohne die Insel Sado. Echigo grenzte an die Provinzen Uzen, Iwashiro, Kōzuke, Shinano und Etchū. 

## Geschichte
Im späten 7. Jahrhundert, während der Herrschaft von Kaiser Mommu, wurde die alte Provinz Koshi (越国 oder 古志国, Koshi no kuni) in die drei Provinzen Echizen, Etchū und Echigo aufgeteilt. Echigo bestand aus den Bezirken Iwafune und Nutari und war eine von zwei Grenzprovinzen des Yamato-Staates zu den Emishi (die andere war Mutsu). Im Jahr 702 erhielt Echigo die vier Bezirke Kubiki, Koshi, Uonuma und Kanbara von Etchū zugeteilt. Als Japan sechs Jahre später sein Territorium nach Norden ausdehnte, kam der Bezirk Dewa hinzu, doch dieser Bezirk wurde 712 in die Provinz Dewa umgewandelt. Von 743 bis 752 gehörte das Gebiet der Provinz Sado vorübergehend zu Echigo. Seit der Abtrennung von Sado blieb das Territorium von Echigo bis zur Meiji-Zeit unverändert.
Die Provinzhauptstadt (Kokufu) von Echigo befand sich im Bezirk Kubiki, in der heutigen Stadt Jōetsu, aber ihre genaue Lage ist heute unbekannt. Der ebenfalls in Jōetsu befindliche Tempel Gochikokubun-ji beansprucht für sich, der Nachfolger des Provinztempels (Kokubun-ji) Echigos zu sein; seine Aufzeichnungen datieren jedoch erst aus dem Jahr 1562, als Uesugi Kenshin ihn an seinen heutigen Standort verlegte. Zwei Shintō-Schreine wetteifern um den Titel des Ichi-no-miya: der Yahiko-Schrein in Yahiko und der Kota-Schrein in Jōetsu. 
Echigo wurde während der Kamakura-Zeit direkt vom Hōjō-Klan regiert, gefolgt vom Uesugi-Klan vom Beginn der Muromachi-Zeit bis zur späten Sengoku-Zeit. Unter dem Tokugawa-Shōgunat der Edo-Zeit war Echigo unter mehreren Feudalgebieten aufgeteilt. Die Hokurikudō-Straße führte durch die Provinz, und es wurden zahlreiche Poststationen (Shukuba) eingerichtet. Der Hafen von Niigata war ebenfalls von großer Bedeutung für das Kitamaebune-Handelssystem entlang der Küste. 1868 war Echigo der Schauplatz der Schlacht von Hokuetsu während des Boshin-Kriegs, der zur Meiji-Restauration führte.

## Umfang
Die Provinz Echigo umfasste folgende Landkreise (kōri, später -gun):
- Dewa (出羽郡)
- Iwafune (岩船郡)
- Kanbara (蒲原郡)
- Koshi (古志郡)
- Kubiki (頸城郡)
- Nuttari (沼垂郡)
- Uonuma (魚沼郡)